# Babiana lata
Babiana lata är en irisväxtart som beskrevs av Gwendoline Joyce Lewis. Babiana lata ingår i släktet Babiana och familjen irisväxter. Inga underarter finns listade i Catalogue of Life.